# Злом замків

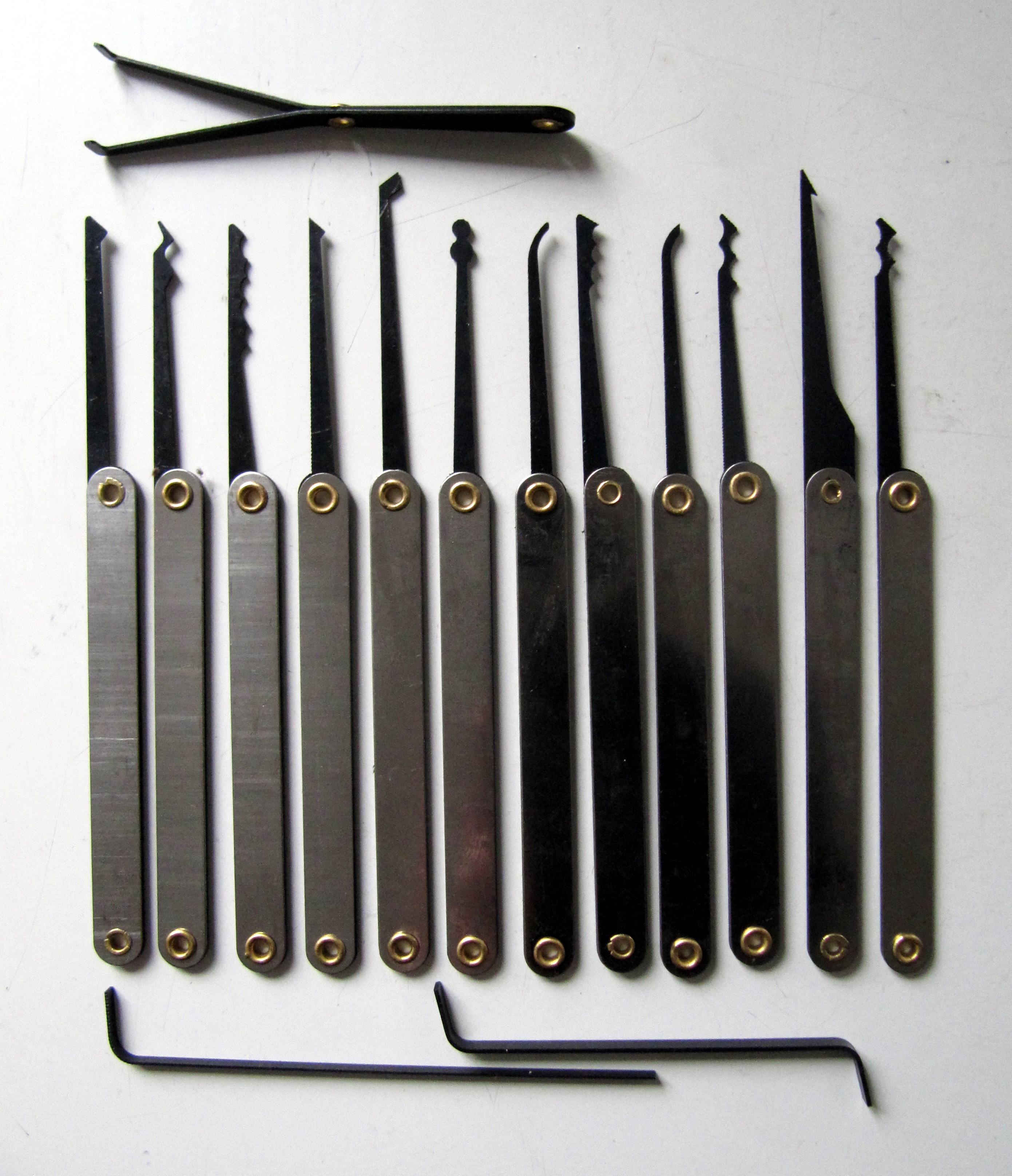
Типові інструменти для злому

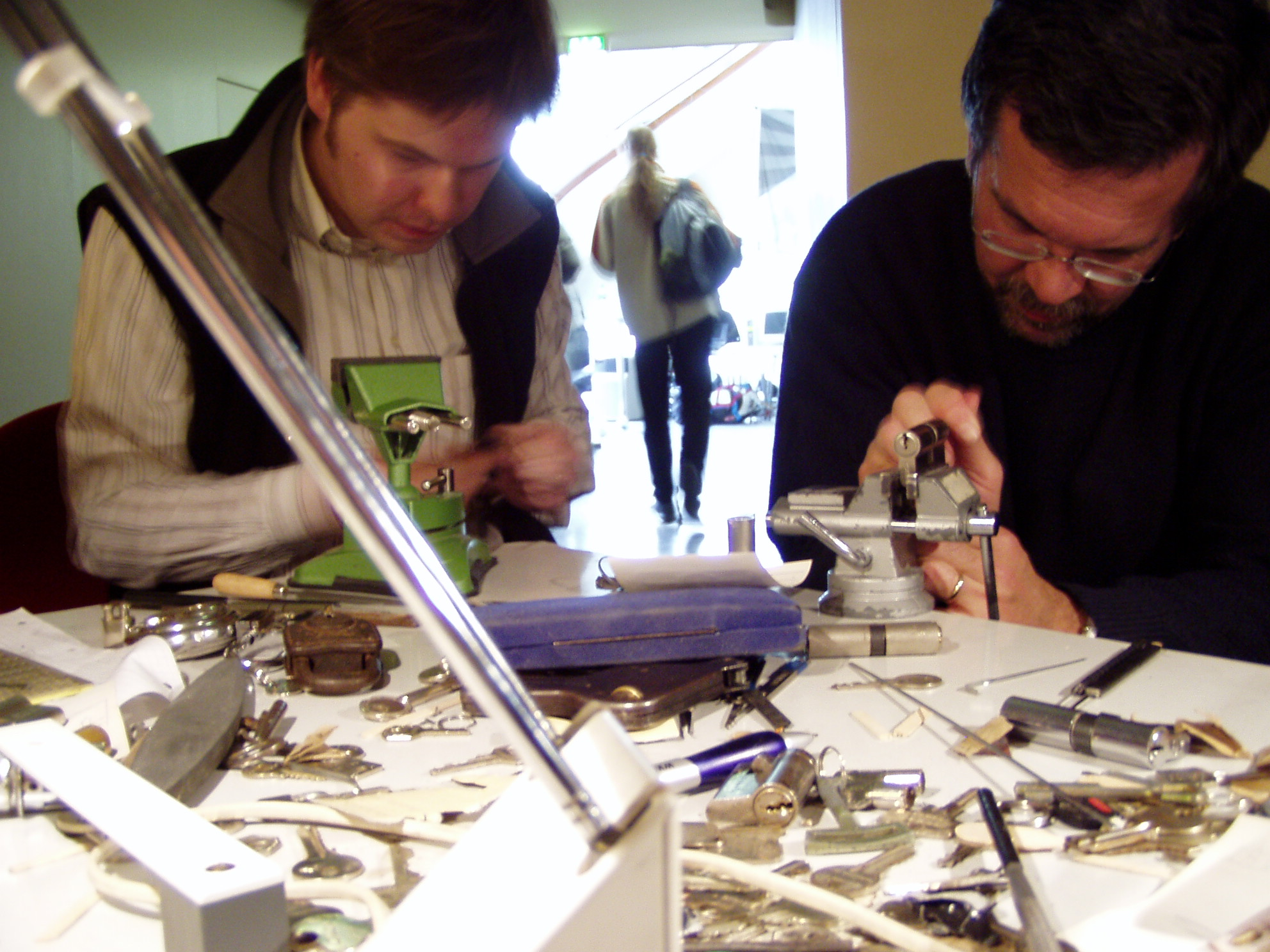
Зломщик 23 числа Chaos Communication Congress (23C3)

Під терміном "lockpicking" (англ. "lock" - "замок" та "pick" - "вибір", "підбір"), відкривання або злом, в народному вжитку також відоме як "відмикання", розуміється метод відкриття циліндрічних замків (замкових механізмів) без використання відповідного ключа та без пошкодження самого замка.
Відкриттям замків займаються як приватні особи та організації, такі як спортивні клуби, так і розвідувальні служби, геокешери, злочинці та аварійні служби зі злому.

## Теорія

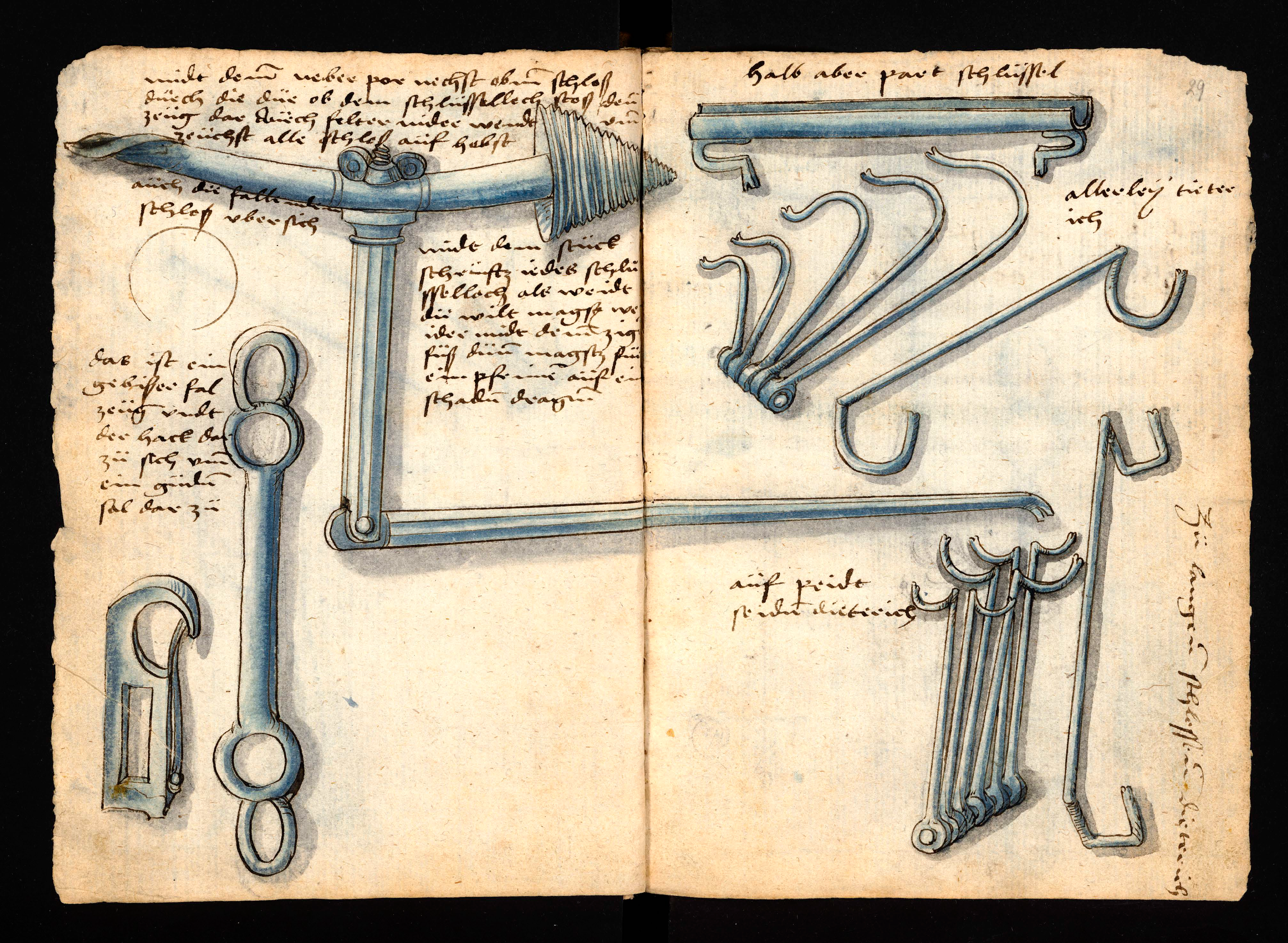
Різні слюсарні та відмикальні інструменти з літопису Löffelholz-Codex 1505 року

Вид зверху: механічні неточності (перебільшені); штифти не знаходяться на центральній лінії

Для відкриття замків без ключа використовуються механічні неточності самого замка. Замок дозволяє вводити код, який зазвичай складається з кількох цифр. Кожна позиція коду закодована у вигляді поглиблення певної глибини на бороді ключа. Правильний код (відповідний ключ) дозволяє відкрити замок, неправильний - ні. Оскільки кількість неправильних кодів для певного замка набагато більша, ніж правильних, дуже складно випадково відшукати правильний код. Зловмисник може послідовно перевіряти всі можливі комбіації до того моменту, доки випадково не знайде правильний (метод грубої сили). Проте на практиці замок вже при введенні часткового коду (наприклад, пересування одного штифта) надає повідомлення про правильність або неправильність цього часткового коду. Це дозволяє у даному прикладі окремо встановити в правильну позицію всі п'ять штифтів, які переміщаються з використанням ключа через вигини на бороді, що значно зменшує зусилля для відкриття. Це стає можливим завдяки виробничим неточностям, які, наприклад, призводять до того, що один штифт затискається раніше, тобто дає повідомлення про правильний частковий код, ніж інший. Існує й інший, пасивний спосіб відкриття, який полягає в аналізі самого замка або слідів зношування, які виникають при використанні замка з правильним ключем (наприклад, викликаних різною довжиною зубців ключа), щоб дізнатися правильний код і зробити дублікат ключа.
У наступних розділах буде розглянуто особливості відкривання поширених у Центральній Європі штифтових замків, проте в принципі всі механічні замки можна відкрити. Наприклад, для замків Chubb існує Хоббсова гачкова система, для поворотних дискових замків є спеціальні коаксіальні інструменти, а механічні комбінаційні замки (сейфові замки) можна відкрити лише за допомогою сенсорики, без використання інструментів. Існують компанії, що спеціалізуються на виготовленні складних інструментів для відкривання, продаж яких частково обмежений лише для служб з розблокування дверей, поліцейських органів та розвідувальних служб. Чи можна повторно замкнути конкретний замок, залежить від трьох параметрів: доступного часу, інструментів, які можна використовувати, та особистих знань. Залежно від цих параметрів та типу замка, необхідний час коливається від секунд до годин, або немає відомої успішної комбінації. Звичайний грабіжник зазвичай обирає найпростіший шлях і, наприклад, зламає двері, якщо відкрити замок без застосування сили вимагає надто багато зусиль. За оцінками правоохоронців, лише близько 0,5 відсотка зломів відбувається відмиканням замка.  Однак, якщо вхід має відбутися таємно і непомітно, що відноситься до класичної шпигунської діяльності, поліцейського спостереження, промислового шпигунства та інших форм крадіжки інформації, то захист замка від злому відіграє важливу роль. Коли справа доходить до сейфів, також часто обирається можливість злому, оскільки перешкода для відкриття із застосуванням сили є дуже високою через масивну конструкцію, а залежно від типу використаної сили, може бути пошкоджено вміст(наприклад, під дією жару різака)). Легальна потреба виникає, якщо законний власник втратив свій ключ, і, наприклад, хоче відкрити двері, за можливрсті, без пошкоджень. Оскільки механічні замки завжди схильні до злому, електронні замки все частіше використовуються в зонах з підвищеним рівнем безпеки. Наприклад, Адміністрація загального обслуговування США (General Services Administration) дозволяє використання лише електронних замків для захисту конфіденційних документів.

## Визначення

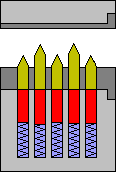
Відкритий замок

міні| Закритий замок
Корпус
Частина, показана на малюнку світло-сірим кольором. Він нерухомий і оточує рухому серцевину.
Серцевина
Частина, показана на малюнку темно-сірим кольором. Його можна повернути відносно корпусу лише в тому випадку, якщо всі пари штифтів знаходяться на висоті лінії зрізу з лінією роз’єднання.
Роз'єм
Зазор між штифтом серцевини та штифтом корпусу.
Серцевинний штифт
Верхня частина кожної пари штифтів, зображена жовтим кольором на малюнку.
Корпусний штифт
Нижня частина відповідної пари штифтів, забражена червоним кольором на малюнку. Під кожним з них знаходиться пружина.
Лінія зсуву
Нижня розділова лінія між рухомою і нерухомою частинами циліндра замка, тобто між серцевиною і корпусом. На малюнку це межа між темно-сірою та світло-сірою областями.

## Техніки злому

### Класичний метод
За допомогою інструментів спеціальної форми (відмичок) відбувається проникнення в канал серцевини замка та притискаються штифти, що містяться в ньому, зазвичай це робиться за допомогою виїмок на зубчастій стороні ключа. Щоб повернути серцевину циліндра замка і відповідно перемістити механізм блокування, тобто відкрити замок, під час злому використовується так званий натягувач.

#### Встановлення

відкриття замка; зверху: з ключем, посередині: за допомогою установки, знизу: шпилька вставлена занадто глибоко

Метод "Встановлення" використовується при відкриванні замка шляхом окремого натиснення на кожен штифт, щоб його "встановити". При цьому серцевина замка утримується під ретельною напругою, так що поставлений штифт залишається застряглим, поки це не станеться з усіма штифтами. Це часто також називають "окремим встановленням".
Кращим тактильним інструментом є гачок. Його гострим кінчиком шукають штифт, який є "затиснутим". Затискання означає, що корпусний штифт затиснуто через застосовану напругу, і діє сила тертя. Сила тертя долається шляхом тиском на гачок, поки штифт не досягне лінії зсуву. Тепер затискання на цьому габаритному штифті відпадає, і діє лише силу пружини. Ця сила дуже мала порівняно зі згаданою вище силою тертя і діє лише на дуже короткій відстані, приблизно між 0,1 і 0,3 мм. Штифт, який так себе веде, називають "встановленим". Якщо штифт протовкнути вище цієї точки, штифт серцевини вдариться об корпус і створить значно більшу "контактну силу".

#### Згрібання
На відміну від "Встановлення", "Згрібання" відноситься до техніки, при якій, наприклад, гачок (спеціальний інструмент) використовується для перетягування штифтів ззаду наперед. Незважаючи на те, що випадковість відіграє тут велику роль, потрібна не менша практика. Замки рідко відкриваються просто згрібанням. Набагато частіше серцевина трохи нахиляється, що називається перекиданням . Потім його часто встановлюють, доки замок не відкриється, що часто називають скиданням . Ось чому основну техніку відкриття замку часто називають "згрібанням і скиданням"(англ. to rake "згрібати"), хоча це не завжди призводить до успіху, оскільки кожен замок має різні властивості.

#### Посадка
Посадка (англ. (to) rake "згрібати") описує техніку зламування в спорті , під час якої інструмент для зламування не тільки тягнеться ззаду вперед, як у випадку згрібання, але також штовхається спереду назад. Це відбувається постійно під час посадки, а не один за одним, як при згрібанні. Тут часто використовується інструмент «Six-Mountains-Rake», оскільки цей інструмент зазвичай торкається всіх тумблерів регулярно використовуваних замків (з 5 тумблерами).
Посадка створює вібрацію, а також багаторазове осідання, яке відкриває циліндр.
Однак цю технологію зазвичай можна використовувати лише для відкриття неякісних замків.

### Ударний метод

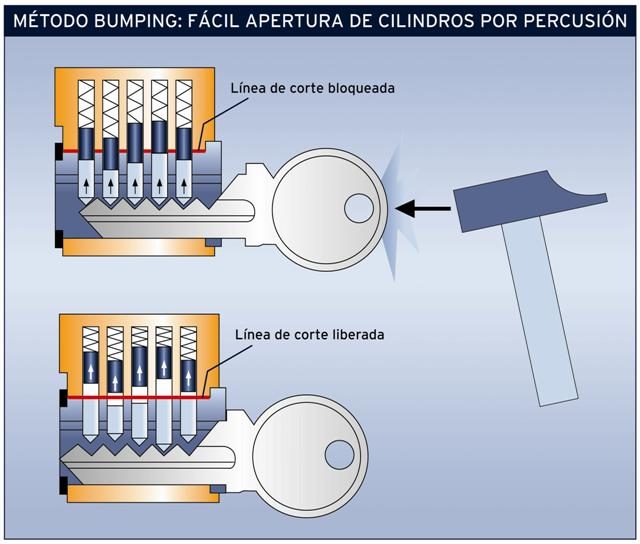
Ударний метод з використанням ударної клавіші.

Ударний метод відрізняється від класичної техніки відкривання замків тим, що він використовує вроджену конструктивну вразливість штифтових замків (включаючи скоблові замки). Отже, цей метод працює лише з цими типами замків, але може забезпечити надзвичайно легке та швидке відкриття. Процес подібний до гри в більярд: якщо кульку вдарити києм, вона отримує імпульс і котиться по столу. Якщо вона торкається іншої кулі, вона передає свій імпульс іншій кулі і сама зупиняється. У випадку замка це означає, що всі штифти серцевини отримують імпульс одночасно з інструментом, передають цей імпульс на штифти корпусу, які тепер кидаються в корпус, а самі штифти серцевини залишаються у вільному стані протягом дуже короткого часу. Цей короткий момент, коли замок не закритий, оскільки між штифтами серцевини та корпусними штифтами утворюється прогалина, використовується для його відкриття.
До того ж, найкраще проводити це безпосередньо перед або відразу після імпульсу, серцевина повинна бути трохи обернена з невеликим напруженням. Це фіксує штифти, які були кинуті в корпус, і вони не можуть повернутися в своє початкове замкнене положення. Після цього серцевину можна один раз повернути, і замок буде розблокований. При цьому напруженість для обертального руху ключа не повинна бути занадто великою, оскільки в іншому випадку корпусні штифти можуть застрягти і не рухатися. Відомими інструментами для ударного методу є пістолети-відмички та ударні ключі.

## Інструменти

### Натягувач

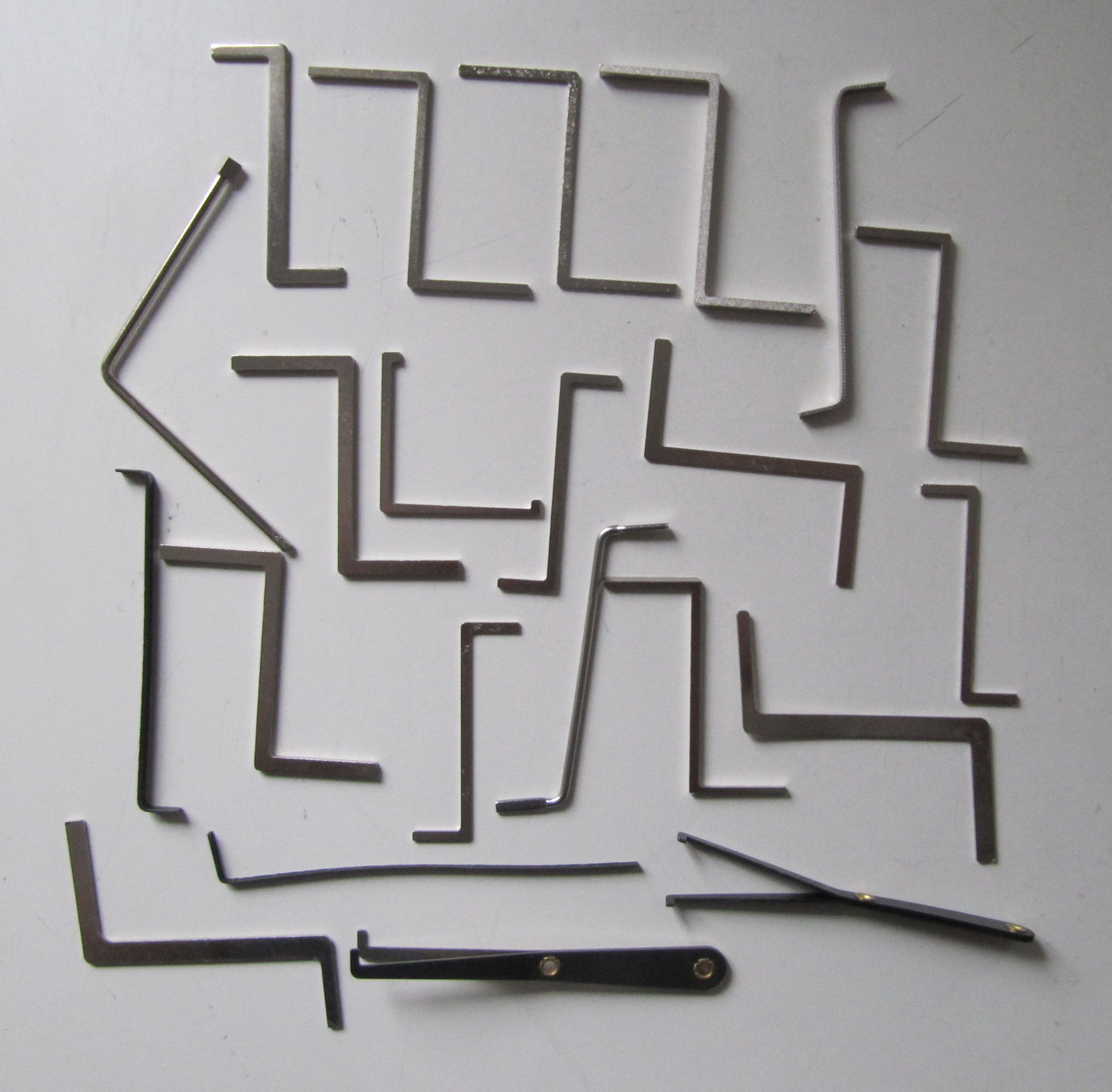
Різні натягувачі

Натягувач - це допоміжний інструмент, необхідний для деяких способів неруйнівного розкриття циліндрів замка. Натяжний пристрій профільного циліндра вставляється в передню частину циліндра, щоб натягнути сердечник і обертати його після розблокування. Кінці натягувачів зазвичай мають різну ширину, щоб вони підходили до різних замків. Відповідно, існують дуже різні натягувачі, напр. Наприклад, для транспортних засобів (зазвичай Y-подібної форми, щоб кирка мала простір посередині), сейфів, електронних кирок, циліндрів із ямками тощо.

### Гачок

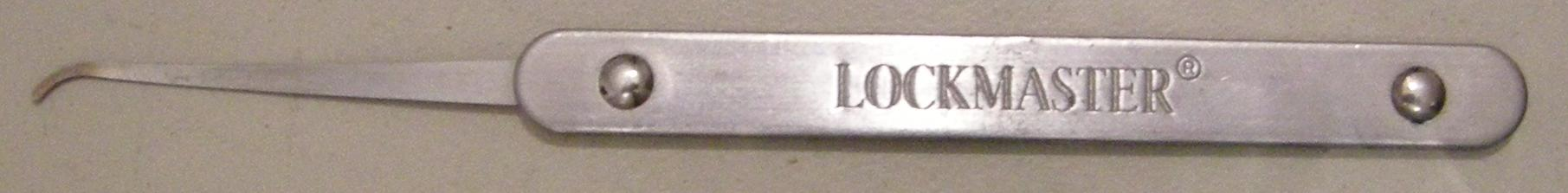
Гачок

Гачок є стандартним інструментом для індивідуальної установки штифтів. За допомогою сплющеного кінчика гачка штифти можна притискати окремо.

### Напівалмаз
Напівалмаз — це інструмент для зламування замків, який через свою трикутну форму виглядає так, ніби це ромб, розділений посередині (англ. diamond). Він придатний як для згрібання, так і для посадки, але зазвичай не дуже хороший у тому й іншому, тому використовується відносно мало. З його допомогою також можна відкривати двосторонні замки.

### Краплинний діамант

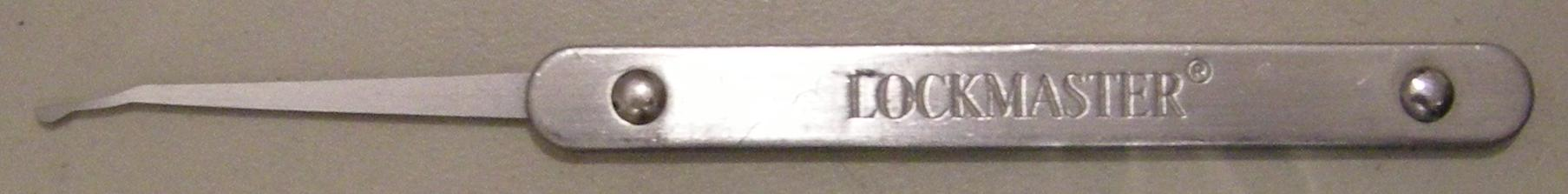
Краплинний діамант

Краплинний діамант є інструментом, який використовується для окремого встановлення при відкриванні замків. Його кутова форма з округлим загостренням на кінці, яке нагадує краплю, надає особливо точного почуття при роботі з інструментом, що робить його добре підходящим для замків з низькими допусками.

### Змійка

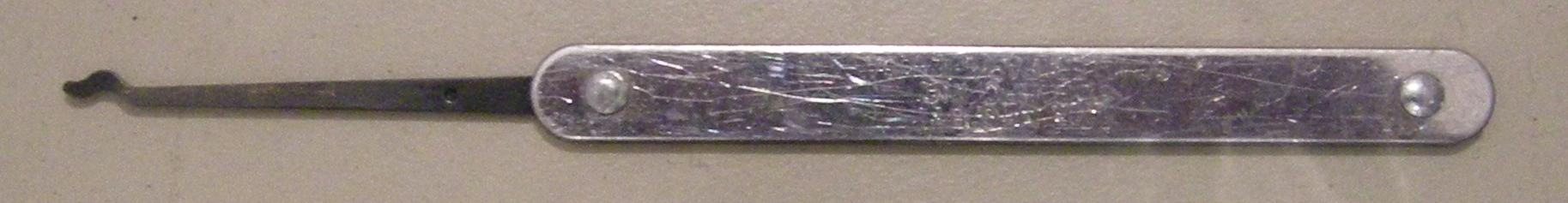
Змійка

Змійка — інструмент, який використовується виключно для згрібання замка. Спеціальна форма дозволяє, в кращому випадку, встановити кілька штифтів одночасно. У будь-якому випадку ви маєте більше контакту з штифтами під час згрібання, ніж з іншими інструментами для відкриття. Існує багато різних форм цього інструменту, спільним для всіх є те, що кінчик інструмента змієподібний.

### Сніговик

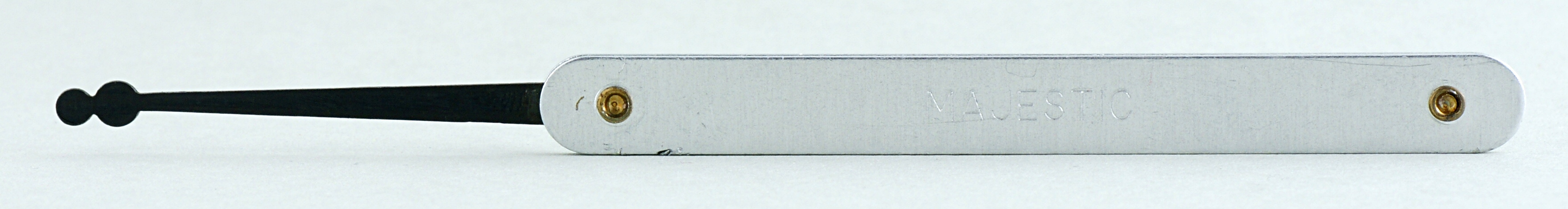
Сніговик

Сніговик (також званий даблболл(подвійна кулька)) — це інструмент, який має форму сніговика (два диски один на одному, до того ж верхній іноді трохи менший). Цей інструмент часто використовується для відкриття замків з дисковою механічною системою. За допомогою круглої форми цей інструмент легко проводиться по дискам (зухвалтінням) замка з дисковою системою. Сніговик добре підходить для замків з дисковою механічною системою, оскільки в таких замках диски виступають з обох боків в середину замкової серцевини. Однак його також можна використовувати для згрібання стандартних циліндрових замків

### Шість гір

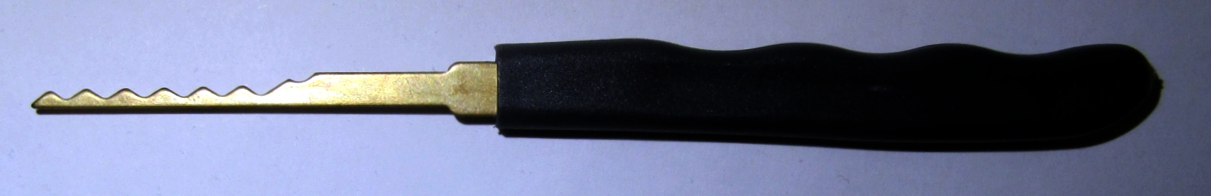
Six-Mountains-Rake

На відміну від звичайних відмичок, ця довша і має кілька точок. Інструмент «Six-Mountains-Rake» — це граблі, за допомогою яких можна відкривати неякісні, а рідко навіть хороші, циліндрові та навісні замки.

### Екстрактор

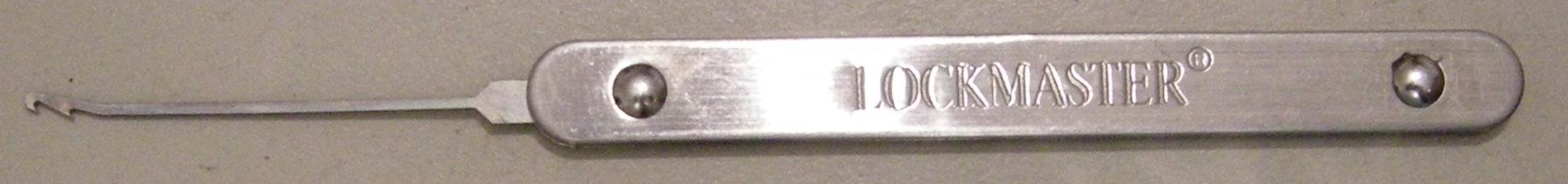
Екстракторр

Екстрактор - це інструмент для вилучення зламаних ключів. Якщо ключ зламається в замку, ви можете скористатися цим загостреним інструментом, який має форму рибальського гачка, щоб витягнути зламаний шматок ключа.

### Загороджувальний пістолет
Загороджувальні пістолети, також відомі як пістолети, електричні кири або електронні кири, доступні як з ручним, так і з електричним приводом. Обидва працюють за ударним методом. Фіксуючий пістолет використовується для передачі ударного імпульсу на штифт або дисковий тумблер, який за допомогою невеликої практики може створити блокувальний зазор - тобто всі штифти одночасно встановлюються в правильне положення, щоб можна було розблокувати замок. Це також називається розблокуванням замка.
Рушниці з механічним замком можуть наносити один або кілька ударів за один випуск. За допомогою пістолетів з електричним замиканням, які також називаються «E-picks», частота ударів може бути значно вищою, оскільки ці інструменти працюють від електричного двигуна, а ударний інструмент працює подібно до лобзика та вдаряє по штифтах.
Існують також електронні E-picks, де частоту биття можна змінно регулювати.

### Ударний ключ

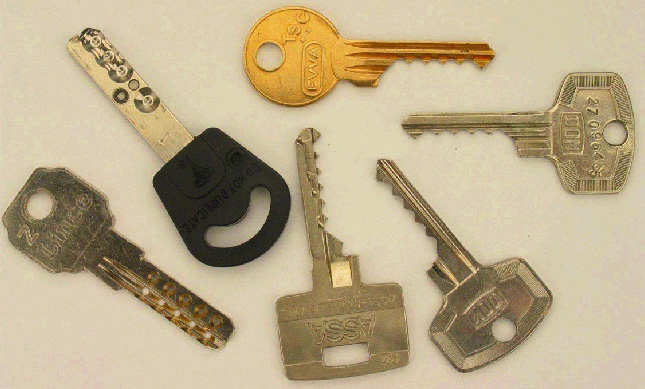
Різні ударні ключі

Інша методика, відома з 1920-х років, - метод перкусії або ударна техніка.  Спеціальний ключ, ударний ключ або (англ.) ключ-бамп, який має відповідати лише профілю замку, фрезерується в найглибший виріз, можливий для цього типу циліндра, у кожному положенні штифта. Край перед кожним штифтом має кут приблизно 45°, що надає ключам-бампам типову «трикутну» форму в наконечнику ключа. Матеріал ударних гайкових ключів має бути якомога твердішим, щоб полегшити використання та пружинити. Для виготовлення високоякісних ударних ключів зазвичай використовується нержавіюча сталь, але будь-який звичайний ключ з відповідним профілем також можна «доопрацювати» як ударний ключ. Крім того, плече, тобто упор ключа, дорівнює приблизно 1 мм запиляний вниз так, що коли ключ у замку, він все ще становить приблизно 1 мм можна проштовхнути далі, але також можна знову виштовхнути на цей шматочок завдяки пружинній силі штифтів, які втискаються в виїмки ключа.
Під час натискання (1 мм) штифти в замку одночасно трохи притиснуті. Якщо це відбувається дуже швидко, легким ударом по ньому дерев’яною паличкою або пластиковою ручкою викрутки окремі штифти корпусу значно прискорюються через штифти серцевини, так що принцип удару відбувається як у випадку з пістолетом для підбирання (див. E-Pick). Сила ударів повинна бути помірною і досить слабкою, більше схожою на стукіт. Цей процес також необхідно повторювати після кожного повного оберту циліндра, оскільки штифти корпусу знову блокуються після повного оберту.
Для того, щоб навчитися цій дуже ефективній техніці відкривання простих циліндричних замків, необхідно трохи практичної практики. Якщо ви освоїте цей метод відкривання, циліндрові замки, які не були належним чином захищені, можна буде відкрити ударними ключами всього за кілька секунд майже без слідів. Однак через відносно легке поводження, яке вимагає лише посередніх навичок на додаток до невеликої практики, цей метод відкривання не сприймається людьми, які практикують неруйнівне відкриття замків без ключа як спорт.
Ключ із ударом зазвичай залишає слід на замку під каналом ключа, а саме там, де на нього вдаряється плече. Це частково виправляється стрічкою на плечі. На практиці сліди, які залишають на замку ударні ключі після одноразового використання, дуже невеликі, і їх неспеціаліст не може розпізнати. Однак через твердий матеріал ударних ключів підвищується знос, якщо вони часто використовуються в одному замку. Тому не можна використовувати ключі для звичайного відкриття. Загальне правило для будь-якої техніки механічного відкриття полягає в тому, що вона не позбавлена слідів.
В основному, через свою конструкцію, цей метод працює лише зі штифтовими замками; інші типи замків (наприклад, B. поворотні замки) мають імунітет до цього. Існують також спеціальні штифтові замки, які механічно захищені від удару ключами. З цими замками, коли ключ-бамбу повертають у замку, він замикається: ключ-бамбу більше не можна буде повернути, і його неможливо буде легко вийняти із замка. В інших типах штифти ключа потрібно не тільки підняти на потрібну висоту, але й повернути під певним кутом, щоб відкрити замок, чого можна досягти методом удару, лише якщо ударний ключ уже відфрезеровано відповідні кути повороту.
Клавіші з ударами також можна використовувати для закривання замків (=замок): у цьому випадку напрямок обертання просто протилежний напрямку обертання, який використовується для їх відкриття. Проблема замків, які не захищені від використання відбійних ключів, полягає в тому, що несанкціоноване відкриття з наступним закриттям практично не виявляється через незначне пошкодження замка.

### Небесний ключ
Небесний ключ або ключ-гребінець — це інструмент, який використовується під час злому для відкриття несправних замків. Виробничий брак замикаючих елементів дає можливість за допомогою такого інструменту, як небесний ключ, натиснути на всі тумблерки одночасно і таким чином розблокувати замок. Це можливо тому, що, наприклад, штифти серцевини мають неправильну загальну компенсацію довжини, неправильні пружини використовувалися для замикаючих елементів або ширина замикаючих елементів не відповідає отворам, створеним для замикаючих елементів. Деякі компанії використовують компоненти старішого або несправного виробництва, щоб заощадити матеріали та зусилля для нових, і ця помилка час від часу виникає. Велику роль відіграє точний розмір і точність запірних елементів. Недотримання цих вимог часто призводить до цієї механічної несправності. Помилка виникає як з новими, так і зі старими замками.

### Відтискна рукоятка
Відтискна рукоятка — це допоміжний інструмент, який використовується при зламуванні замків для нанесення відбитків на заготовку ключа. Відбиткові рукоятки зазвичай виготовляються з металу і використовуються для затискання заготовок ключів. Потім їх переміщують, наприклад, у профільному циліндрі в затиснутій відбитковій ручці так, щоб на заготовці ключа були отримані відбитки (відбитки) тумблерів. Відмик використовує ці відбитки, щоб вручну зробити надрізи в ключі за допомогою напилка. Після кожного хвилеподібного руху, який ви робите ключем, вставленим у замок, на заготовці ключа зазвичай можна побачити сліди. Якщо під час правильного використання техніки на заготовці ключа не видно жодних відбитків, це означає, що розріз підпиляного ключа має правильну глибину або він уже підпиляний занадто глибоко.

### Відбиткові кліщі
Відтискні кліщі - це допоміжний інструмент, який використовується при зламуванні замків для нанесення відбитків на заготовку ключа. Відтискні кліщі зазвичай виготовляються з металу і використовуються для затискання заготовок ключів. Ці заготовки ключів потім переміщують, наприклад, у профільному циліндрі із затиснутими відтискними кліщами таким чином, щоб на заготовці ключа були отримані відбитки тумблерів.

### Джіглер
Джіглер (англ. jiggle, "трясти", "похитувати") — це інструмент, що використовується для злому замків, або різновид пробного ключа для відкривання дискових або дводискових замків. Цей інструмент базується не на методі відкриття вібрацією, а більше на рівні багаторазового налаштування згрібанням. Для цього інструменту натягувач не потрібен, постійний крутний момент створюється самим погойдувачем (поворотом ліворуч або праворуч під час погойдування), що створює необхідне натягнення для багаторазового встановлення тумблери.

### Обхідні інструменти
Обхідні інструменти — це об’єкти, які вставляються в замки, щоб ініціювати відкриття, використовуючи несправність системи замикання. Існують системи замків, механізми яких через неправильне виготовлення або занадто великий простір дозволяють вставляти певні об’єкти зі спеціальними вигинами таким чином, щоб можна було здійснити процес замикання та таким чином розблокувати замок. Зазвичай ви можете знайти обвідні інструменти для навісних замків (часто з пружинними штифтами), оскільки ці типи замків пропонують і використовують тип механіки, який може зробити можливим використання отвору за допомогою обвідного інструменту. Запірний механізм часто являє собою два металевих шматка у формі півмісяця, які доповнюють один одного. Одна половина півмісяця (половина A) міцно прикріплена до одного з блоків чистого замкового механізму, щоб розблокувати замок, у самому замку. Інша половина B півмісяця, з іншого боку, зазвичай розташована в замковому механізмі, який в кінцевому підсумку приводить в дію основний механізм. У випадку навісних замків половина B буде серцевиною замкового циліндра, а половина A буде запірним механізмом, який знімає дужку. Ці розриви часто виникають лише з надзвичайно недорогими системами замків, які, за словами виробника, зазвичай не слід використовувати для захисту дорогих цінностей.

### Вирізний замок
Вирізний замок — це механічно оброблений замок, у якому запірний механізм зроблено видимим шляхом фрезерування прямокутних кишень. Ці замки доступні на заводі, переважно для презентаційних цілей, а не для продажу, але також виготовляються приватно. З ріжучими циліндрами достатньо матеріалу видаляється фрезеруванням прямокутної кишені, щоб тумблери можна було побачити із замка, але без того, щоб стакани випадали із замка або виштовхувалися. Ці замки в основному використовуються відмичами як навчальні циліндри або як предмети колекціонування.

### Заглушка
Фліппер або заглушка — це допоміжний інструмент для зламування замків, за допомогою якого можна раптово повернути циліндр замка приблизно на чверть оберту. Пружину всередині пінбольного автомата можна натягнути, повертаючи її вліво або вправо; натисканням кнопки її можна відпустити і циліндр повернути. З кількома заблокованими циліндрами штифти потрібно встановлювати лише один раз, оскільки фліппер може перекинути серцевину циліндра повз точку блокування.

## Запірні елементи
Виробники замків усіх типів вже давно знають, що в більшості випадків їхні замки можуть бути відкриті відмичами без руйнування, за деякими винятками на даний момент. Тому кількість і тип замикаючих елементів, які використовуються в замку, відіграють важливу роль у зв’язку з труднощами неруйнівного відкриття. В принципі, це стосується будь-якого неруйнівного методу відкриття, незалежно від того, чи використовується він ударним ключем, замковим пістолетом, електронною відмичкою чи відкриванням вручну (за допомогою відбійки чи гачка Хобба) чи щось подібне. З того часу, як у Німеччині (близько 1960 року), коли старі круглі циліндри в дверях були замінені на 17 мм європрофільні циліндри, виробники приділяли все більше уваги безпеці замків щодо відмикання. Звичайний і недорогий замок, наприклад, китайський профільний циліндр, зазвичай майже виключно має так звані суцільні штифти. Ці суцільні штифти являють собою повністю циліндричні замкові елементи без виїмок, канавок або чогось подібного. Цей тип незмінного тумблера, також відомий у зломі замків як «звичайні запірні елементи без підробок», також є в інших типах замків, наприклад, у замках Chubb. Диски замків Chubb просто не мають фальшивих надрізів. Щоб підвищити надійність замків, уникайте використання суцільних штирів або запірних елементів без підробок і насічок. Зараз ви майже завжди можете знайти деякі так звані штифти для гантелей у класичних циліндрах для штифтів (форма схожа на гантелі для тренувань), які ускладнюють маніпуляції, оскільки штифти потрапляють між корпусом і сердечником у так званому наконечнику . стан . Різні форми ускладнюють роботу зломщика: на додаток до вже згаданих гантельних штифтів, існують грибоподібні штифти, торпеди, виїмки, діаболи, гібридні штифти та індивідуальні форми приватного виробництва.
Зазвичай таку спеціальну форму мають лише штифти корпусу, але є також виробники, які також виготовляють штифти з насічками. Деякі виробники роблять канавки всередині отворів корпусу, які утримують штифти в неправильному положенні в корпусі (так зване «контрфрезерування»). Для відмикачів різні форми штифтів не тільки змушують їх злегка нахилятися, щоб заблокувати серцевину, але й отримують різні тактильні відгуки від цих різних типів штифтів під час зламування. Зворотний зв'язок у цьому випадку означає, як відчувається шпилька при натисканні вниз, якщо вона фіксується. Якщо відмикач встановлює штифт і більше не відчуває сил тертя, а лише силу пружини, це не обов’язково означає, що штифт встановлено правильно, оскільки це може бути штифт гантелі, і він просто нахилився. Для цього відмикач повинен знову простукати штифт за штифтом і відчути тенденцію оберту серцевини в пальці, яким він взводить. Потім необхідно відрегулювати відповідний штифт, де видно цей нахил; У цьому випадку їх може бути кілька.
Крім підпружинених штифтів, є також повзунки та інші фіксуючі елементи. Наприклад, деякі магнітні ротори, які знаходяться в деяких профільних циліндрах, дуже безпечні. Повзунки випускаються з підвісом і без підвісу. Зазвичай вони утворюють «провулок», який потім відкриває бічну панель. У цих запірних елементах також є фальшиві надрізи. Непідресорені повзуни, як правило, мають низький рівень зносу і їх важко налаштувати.

## Підтвердження
Можливість перезамикання замків створює потребу доводити або виключати це за допомогою залишених або відсутніх слідів. Це відіграє основну роль напр. у страховому покритті шкоди, завданої крадіжкою зі зломом. Є страхові шахраї, які, щоб отримати страхову суму, нібито відмикають замок. Отримана в результаті роботи галузь, яка є підрозділом судової експертизи, займається вивченням слідів, що виникають під час нелегального відкривання різних замків з використанням різних інструментів та технік. Замки, вилучені на місці злочину, демонтують і досліджують під мікроскопом на ознаки повторного замикання. Однак те, чи можна виявити сліди на замку, який було повторно зачинено, залежить від багатьох факторів: дуже простий замок можна за певних обставин зламати, не залишивши слідів; з іншого боку, з відповідними знаннями чи інструментами (наприклад, B. повністю або частково неметалічні медіатори) і техніки (декодування, напр. B. за допомогою ендоскопа та створення дубліката ключа) слідів можна уникнути. Сліди також можна знищити наступним регулярним відкриттям правильним ключем. Ключ зазвичай завжди залишає однакові сліди зношення. Якщо ви виявите в замку свіжі сліди, які не збігаються з малюнком ключа, ви можете принаймні сказати, що в замку було щось, що не було ключем. Інші фактори, такі як інтенсивність, матеріал, форма подряпини тощо, дають криміналісту можливість з’ясувати, чи було це зламування чи ні.

## Геокешинг
У геокешінгу є тайники, кінцевий контейнер яких захищено, наприклад, навісним замком, який, згідно з переліком, описом відповідного тайника, слід відкрити шляхом злому замка. На geocaching.com є схованки для зняття замків у категоріях Multi-Cache, Puzzle Cache і Traditional .   Майстер-класи зі зламування замків також пропонуються як частина заходів із геокешингу, щоб навчити геокешувальників техніці зламування замків.    Тайники зі зняттям замків також існують на інших платформах геокешингу, таких як geocaching-in-ukraine .   Таким чином, зламування замків стало частиною геокешингу, оскільки відкриття останніх контейнерів цих варіантів схованок будь-яким іншим способом, наприклад силою, не відповідало б правилам, а спільнота геокешингів присвячена темі «злому замків». » за допомогою внутрішньоорганізованих заходів. 

## Спорт
За останні роки зламування замків перетворилося на різновид спорту, і в деяких країнах утворилися клуби зламування замків, наприклад Sportsfreunde dersperrtechnik Deutschland e.<span typeof="mw:Entity" id="mwARU">&nbsp;</span>V. (SSDeV) або Schlösser Picken As Swiss Sport (SPASS) у Швейцарії  .

### Чемпіонат зі злому замків

#### Чемпіонати Німеччини
Чемпіонат Німеччини зі злому замків щорічно організовує SSDeV.  У різних дисциплінах шанують тих, хто може відкрити замки за короткий час, не пошкодивши їх. Переможцям вдається відкрити замки, які вважаються надійними, іноді менш ніж за хвилину. Чемпіонат проходив з1997 по 2005  в рамках Chaos Communication Congress, події, організованої Chaos Computer Club. З 2006 року чемпіонати відбуваються самостійно.

#### Чемпіон Німеччини
|      | Handöffnung       | Freestyle        | Hangschlossöffnung | Blitzöffnung  | Impressionstechnik  |
| ---- | ----------------- | ---------------- | ------------------ | ------------- | ------------------- |
| 1997 | Arthurmeister     | Reinhard Maxam   | kein Meister       | kein Meister  | kein Meister        |
| 1998 | Johannes Markmann | Mario Rutsch     | kein Meister       | Arthurmeister | Mario Rutsch        |
| 1999 | Arthurmeister     | Arthurmeister    | kein Meister       | kein Meister  | Jürgen Dreeßen      |
| 2000 | Manfred Bölker    | Mario Rutsch     | Mario Rutsch       | kein Meister  | kein Meister        |
| 2001 | Mario Rutsch      | Manfred Bölker   | Arthurmeister      | kein Meister  | Manfred Bölker      |
| 2002 | Manfred Bölker    | Arthurmeister    | Manfred Bölker     | kein Meister  | kein Meister        |
| 2003 | Manfred Bölker    | Manfred Bölker   | Torsten Quast      | kein Meister  | kein Meister        |
| 2004 | Julian Hardt      | Manfred Bölker   | Torsten Quast      | kein Meister  | Manfred Bölker      |
| 2005 | Arthurmeister     | Manfred Bölker   | Arthurmeister      | Jürgen Quast  | Oliver Diederichsen |
| 2006 | Julian Hardt      | Manfred Bölker   | Torsten Quast      | Julian Hardt  | Peter Danilov       |
| 2007 | Manfred Bölker    | Gerhard Hepperle | Julian Hardt       | kein Meister  | Manfred Bölker      |
| 2008 | Manfred Bölker    | Julian Hardt     | Julian Hardt       | kein Meister  | Barry Wels          |
| 2009 | Julian Hardt      | Ingo Herges      | Manfred Bölker     | kein Meister  | Oliver Diederichsen |
| 2010 | Julian Hardt      | Julian Hardt     | Manfred Bölker     | kein Meister  | Arthurmeister       |
| 2011 | Julian Hardt      | Julian Hardt     | Manfred Bölker     | kein Meister  | Jos Weyers          |
| 2012 | Ingo Herges       | Ingo Herges      | Manfred Bölker     | kein Meister  | Jos Weyers          |
| 2013 | Ahmet Kilic       | Torsten Quast    | Manfred Bölker     | kein Meister  | Manfred Bölker      |
| 2014 | Marc Bromm        | Ahmet Kilic      | Julian Hardt       | kein Meister  | Manfred Bölker      |
| 2015 | Akos Subecz       | Marc Bromm       | Christian Holler   | kein Meister  | Jos Weyers          |
| 2016 | Christian Holler  | Marc Bromm       | Christian Holler   | kein Meister  | Oliver Diederichsen |
| 2017 | Marc Bromm        | Marc Bromm       | Christian Holler   | Torsten Quast | Jos Weyers          |
| 2018 | Torsten Quast     | Christian Holler | Manfred Bölker     | kein Meister  | Jos Weyers          |
| 2019 | Christian Holler  | Marlon Heller    | Christian Holler   | kein Meister  | Oliver Diederichsen |

#### Чемпіонати Швейцарії
Швейцарська асоціація SPASS також проводить щорічний чемпіонат з 2008 року. Кожен учасник приносить власний замок і повинен вміти відкрити його самостійно протягом двох хвилин як вступний тест. За цим порогом кілька учасників програють на кожному чемпіонаті. Потім учасники діляться на групи, всередині групи потрібно відкрити замки інших учасників, на кожен замок дається п’ять хвилин. Кожен замок може мати максимум 15 балів, і кожні 30 секунд рахунок зменшується на один. Залежно від кількості учасників, буде проведено кілька турів, так що на фінальний тур залишиться від 6 до 8 учасників.

#### Чемпіонати Австрії
З 2011 року в Австрії щорічно проводяться чемпіонати.  Організатор — Асоціація сприяння фізичній безпеці OpenLocks. 

## Дивитись також
- Відмичка
- Захист від злому
- Охорона будівлі

## Веб-посилання
- Sports Friends of Barrier Technology Germany e. v.
- OpenLocks Австрія
- MIT Guide to Lock Picking (Англійська) (PDF; 509 kB)
- Як відкрити замкнені двері без ключа: інструкція